# Semir Smajlagić
Semir Smajlagić (ur. 18 września 1998 w Zenicy) – bośniacki piłkarz grający na pozycji napastnika w klubie ND Primorje.

## Kariera juniorska
Smajlagić grał jako junior w FK Sarajevo (do 2017).

## Kariera seniorska

### FK Sarajevo
Smajlagić grał w pierwszej drużynie FK Sarajevo w latach 2017–2018. Nie wystąpił w niej ani razu.

### ND Gorica
Smajlagić przeszedł do ND Gorica 15 lutego 2018. Zadebiutował dla nich 21 kwietnia 2018 w meczu z NK Krško (wyg. 2:0). Pierwszą bramkę zdobył 6 maja 2018 w wygranym 4:1 spotkaniu przeciwko NK Domžale. Łącznie dla ND Gorica Smajlagić rozegrał 53 mecze strzelając 9 goli.

### FK Mladost Doboj Kakanj
Smajlagić został wypożyczony do FK Mladost Doboj Kakanj 20 lipca 2019. Zadebiutował dla nich 27 lipca 2019 w meczu z FK Željezničarem (przeg. 0:2). Ostatecznie w barwach FK Mladost Doboj Kakanj wystąpił on 16 razy nie zdobywając żadnej bramki.

### FK Sloboda Tuzla
Smajlagić trafił na wypożyczenie do FK Slobody Tuzla 14 lutego 2020. Debiut dla nich zaliczył 29 lutego 2020 w starciu z Zrinjskim Mostar (przeg. 2:0). Dla nich wystąpił jeszcze tylko jeden raz, 7 marca 2020 w meczu z NK Čelikiem Zenica (wyg. 2:1).

### FK Astana
Smajlagić przeniósł się do FK Astana 18 lutego 2021. Zadebiutował dla nich 2 marca 2021 w meczu Pucharu Kazachstanu z Szachtiorem Karaganda (wyg. 0:2). Ostatecznie w barwach tego zespołu wystąpił on 13 razy nie zdobywając żadnej bramki.

### Kyzyłżar Petropawł
Smajlagicia wypożyczono do Kyzyłżaru Petropawł 1 lipca 2021. Debiut dla nich zaliczył 3 lipca 2021 w meczu z Żetysu Tałdykorgan (0:0). Pierwszą bramkę zdobył 16 lipca 2021 w przegranym 2:1 spotkaniu Pucharu Kazachstanu przeciwko Szachtiorowi Karaganda. Łącznie dla Kyzyłżaru Petropawł Smajlagić rozegrał 14 meczów strzelając 3 gole.

### Nasaf Karszy
Smajlagić trafił do Nasafa Karszy 26 lutego 2022. Debiut dla nich zaliczył 3 marca 2022 w meczu z Navbahorem Namangan (0:0). Ostatecznie w barwach tego klubu Smajlagić wystąpił 15 razy nie zdobywając żadnej bramki.

### FK Tuzla City
Smajlagić przeszedł do FK Tuzla City 1 lipca 2022. Zadebiutował dla nich 7 lipca 2022 w wygranym 0:2 spotkaniu kwalifikacji do Ligi Konferencji przeciwko SP Tre Penne. Pierwszego gola strzelił tydzień później w meczu rewanżowym z tym zespołem (wyg. 6:0), notując dublet. Ostatecznie w barwach FK Tuzla City Smajlagić wystąpił 15 razy zdobywając 7 bramek.

### JS Kabylie
Smajlagić przeniósł się do JS Kabylie 16 stycznia 2023. Debiut dla nich zaliczył 5 kwietnia 2023 w wygranym 1:0 starciu przeciwko HB Chelghoum Laïd. Łącznie dla tego klubu rozegrał on 3 mecze nie strzelając żadnego gola.

### Radnički Nisz
Smajlagić podpisał kontrakt z Radničkim Nisz 19 stycznia 2024. Zadebiutował dla nich 11 lutego 2024 w przegranym 3:2 spotkaniu przeciwko FK Radnički 1923 Kragujevac. Pierwszego gola strzelił 23 lutego 2024 w meczu z FK IMT (wyg. 0:3). Ostatecznie w barwach Radničkiego Nisz Smajlagić wystąpił 8 razy zdobywając jedną bramkę.

### ND Primorje
Smajlagić trafił do ND Primorje 9 lipca 2024. Debiut dla nich zaliczył 19 lipca 2024 w meczu z NK Olimpiją Lublana (przeg. 2:0). Pierwszą bramkę zdobył 16 sierpnia 2024 wygranym 2:1 spotkaniu przeciwko NK Domžale.

## Kariera reprezentacyjna
| Mecze i gole w reprezentacji | Mecze i gole w reprezentacji | Mecze i gole w reprezentacji | Mecze i gole w reprezentacji | Mecze i gole w reprezentacji | Mecze i gole w reprezentacji | Mecze i gole w reprezentacji | Mecze i gole w reprezentacji              |
| Bośnia i Hercegowina U-17    | Bośnia i Hercegowina U-17    | Bośnia i Hercegowina U-17    | Bośnia i Hercegowina U-17    | Bośnia i Hercegowina U-17    | Bośnia i Hercegowina U-17    | Bośnia i Hercegowina U-17    | Bośnia i Hercegowina U-17                 |
| Lp.                          | Data                         | Miejsce                      | Gospodarz                    | Gość                         | Wynik                        | Gol                          | Rozgrywki                                 |
| ---------------------------- | ---------------------------- | ---------------------------- | ---------------------------- | ---------------------------- | ---------------------------- | ---------------------------- | ----------------------------------------- |
| 1.                           | 13.05.2014                   |                              | Macedonia Północna U-17      | Bośnia i Hercegowina U-17    | 1:1                          |                              | Mecz towarzyski                           |
| 2.                           | 15.05.2014                   | Skopje                       | Macedonia Północna U-17      | Bośnia i Hercegowina U-17    | 2:2                          | Gol                          | Mecz towarzyski                           |
| Bośnia i Hercegowina U-19    |                              |                              |                              |                              |                              |                              |                                           |
| Lp.                          | Data                         | Miejsce                      | Gospodarz                    | Gość                         | Wynik                        | Gol                          | Rozgrywki                                 |
| 1.                           | 16.08.2016                   | Krško                        | Arabia Saudyjska U-19        | Bośnia i Hercegowina U-19    | 2:2                          |                              | Mecz towarzyski                           |
| 2.                           | 18.08.2016                   |                              | Bośnia i Hercegowina U-19    | Arabia Saudyjska U-19        | 4:0                          | Gol                          | Mecz towarzyski                           |
| 3.                           | 06.10.2016                   | Mariampol                    | Azerbejdżan U-19             | Bośnia i Hercegowina U-19    | 2:1                          |                              | Mistrzostwa Europy U-19 2017 – eliminacje |
| 4.                           | 07.03.2017                   | Stara Pazova                 | Serbia U-19                  | Bośnia i Hercegowina U-19    | 0:5                          |                              | Mecz towarzyski                           |
| 5.                           | 09.03.2017                   | Stara Pazova                 | Serbia U-19                  | Bośnia i Hercegowina U-19    | 3:3                          |                              | Mecz towarzyski                           |